# Bachgoti
La família Bachgoti fou una nissaga indomusulmana que va governar a alguns llocs de l'Índia a l'Oudh. El seu origen es remunta a Chahir Deo i a Prithwiraj III d'Ajmer i Delhi (mort el 1193), però el primer ancestre documentat fou Bariar, casat amb una filla del rajà Ram Deo de Patti. D'aquest deriva la branca principal, dividida en dues branques, la segona de les quals, representada per Tilok Chand, vers el 1500 es va haver de convertir forçosament a l'islam agafant el nom de Tatar Khan. Un net de Tatar fou Hasan Khan que va governar la taluka d'Hasanpur al Oudh. Un segon fill de Tatar Khan va originar la nissaga que va governar la taluka de Murarmau també a l'Oudh; i un tercer fill va donar origen als talukdar de Thalrai.